# Moré (peuple)
Pour les articles homonymes, voir More.
Les Moré sont une ethnie amérindienne de l'Amazonie bolivienne comptant 200 membres vivant au nord du département de Beni en Bolivie ainsi que dans l'État de Rondônia au Brésil. Leur langue, le moré appartient à la famille des langues chapakura.
Au cours du XVIIIe siècle, les Moré sont regroupés durant une brève période au sein de la mission jésuite de San Miguel puis retrouvent leur mode de vie nomade.
Ils habitent le municipio de San Joaquín situé à la confluence des ríos Mamoré et Iténez à la frontière avec le Brésil. Certaines familles sont établies dans les villes boliviennes de Puerto Siles et Guayaramerín, d'autres à Costa Marques côté brésilien. Ils vivent de la pêche, de l'agriculture, de la collecte des cœurs de palmier et des noix du Brésil, produits qu'ils commercialisent dans les villes voisines.
En raison de leur éloignement des centres urbains, leur langue n'est pas menacée de disparition. Un territoire en propriété collective leur a été octroyé.